# Vincenzo Celli
Vincenzo Celli, pseudonimo di Vincenzo Yacullo (Salerno, 4 maggio 1900 – Greenwich, 28 febbraio 1988), è stato un ballerino, coreografo e insegnante statunitense. Molto noto e celebrato come interprete e coreografo in Italia, era rinomato in America come maestro del metodo Cecchetti di allenamento al balletto.

## I primi anni e la formazione
Vincenzo Celli, nato come Vincenzo Yacullo a Salerno, Italia, emigrò con i suoi genitori a Chicago, nell'Illinois, in tenera età. Venne per la prima volta introdotto al balletto da adolescente e rimase colpito dai movimenti del ballerino Vaslav Nijinsky, che vide esibirsi nel 1916 durante un tour americano dei Ballets Russes, sotto la direzione di Sergei Diaghilev. Egli fu profondamente commosso dal balletto russo. "Non sapevo cosa fosse", ha detto una volta in un'intervista, "ma capivo che era grandioso".
A 17 anni Celli si trasferì a New York, dove si esibì come attore sia a Broadway che altrove con i Washington Square Players. Impressionato dalla sua gamma e facilità di movimento, il coreografo Adolph Bolm lo contattò per un'apparizione in un ruolo di mimo nella sua produzione del balletto Le Coq d'Or (1918) al Metropolitan Opera. È poi apparso nella produzione di Bolm de The Birthday of the Infanta (1919) all'Opera di Chicago. Qualche anno dopo, Celli tornò in Italia, dove iniziò un corso ufficiale di danza classica con Rafaele Grassi, il maestro di Rosina Galli. Ha esordito in Italia nel 1922 con il revival del Ballo Excelsior di Luigi Manzotti al Teatro Dal Verme di Milano. Il successo della sua apparizione portò ad un contratto con il Teatro alla Scala, dove studiò privatamente con il famoso coreografo e danzatore Enrico Cecchetti.

## Carriera
Celli trascorse i successivi quindici anni, dal 1923 al 1938, ballando alla Scala. Sotto la guida del maestro Cecchetti, dal 1923 al 1928, divenne un virtuoso acclamato, ottenendo infine il prestigioso titolo di primo ballerino. Durante i suoi anni al famoso teatro dell'opera e del balletto di Milano, formò un'entusiasmante collaborazione con la prima ballerina Cia Fornaroli (1888-1954), esibendosi con lei in balletti come Petruška nel 1927 e La leggenda di Giuseppi nel 1928. Ha anche iniziato a ideare coreografie, creando balletti per dozzine di opere prima di decidere di lasciare l'Italia, dove la sua posizione era in pericolo a causa del suo rifiuto di aderire al partito fascista.
Tornato negli Stati Uniti alla fine degli anni '30, Celli abbandonò la sua carriera di ballerino per dedicarsi all'insegnamento. Fece tournée per diverse stagioni (1938-1940) come insegnante ospite con il Ballet Russe de Monte Carlo e poi aprì uno studio nel West Side di Manhattan e ha iniziato una carriera di insegnante privato di grande successo. L'insegnamento della tecnica del balletto lo avrebbe occupato per i successivi quaranta anni. Le sue classi aderivano strettamente al sistema Cecchetti, che considerava il fondamento di una completa educazione alla danza. Tra i suoi allievi c'erano Agnes de Mille, Alicia Markova, Anton Dolin, Jerome Robbins, Alicia Alonso, Katherine Rutgers, Royes Fernandez, Richard Thomas, e Harvey Hysell.
In un articolo pubblicato nel 1944, Celli ha sottolineato l'importanza di una formazione rigorosa: "In tutte le arti il successo richiede un lavoro considerevole. I ballerini non possono concedersi alcuna indolenza se desiderano conservare il loro successo duramente conquistato. Sotto l'occhio autorevole di un esperto, proprio come un grande pianista deve praticare le scale tutti i giorni per eseguire un concerto, così un ballerino deve dedicarsi alla tecnica di base del balletto per poter continuare a dominarlo davanti al pubblico."
Celli e Margaret Craske, che insegnavano alla Metropolitan Opera Ballet School, erano entrambi esponenti del metodo Cecchetti. Celli riconosceva la formazione della Craske, ma si considerava sempre la principale autorità americana sul metodo Cechetti. Veniva spesso definito "il figlio di Cecchetti", poiché era l'ultimo dei suoi allievi privati preferiti. Nel 1946, contribuì con un lungo saggio biografico su Cecchetti a un numero di Dance Index in onore del maestro.

## Vita privata
Celli sposò il mezzosoprano americano Marion Ivell non molto tempo dopo il suo ritiro dal palcoscenico nel 1925. Condividevano un appartamento nel famoso Ansonia Hotel nel West Side di Manhattan fino alla morte di lei nel 1969. Due decenni dopo, nel 1988, egli morì di attacco di cuore durante la visita di un amico a Greenwich, nel Connecticut. Le sue carte, contenenti rubriche, diari, corrispondenza, poesie, album di ritagli e fotografie, sono state depositate nella Jerome Robbins Dance Division della New York Public Library del Lincoln Center, dove sono disponibili per la consultazione pubblica.